# Вдовичка сахелева
Вдовичка сахелева (Vidua orientalis) — вид горобцеподібних птахів родини вдовичкових (Viduidae).

## Поширення
Вид поширений в Африці. Трапляється в регіоні Сахель (перехідний регіон між пустелями Сахари та африканськими саванами). Ареал простягується вузькою смугою від Сенегалу до Еритреї. Живе на відкритих напівпосушливих ділянках з трав'яним покривом і наявністю чагарників або дерев.

## Опис
Дрібний птах, завдовжки 13-14 см, вагою 15-27 г. Це стрункий на вигляд птах, із закругленою головою, міцним і конічним дзьобом, загостреними крилами та хвостом з квадратним закінченням. У самців голова, горло, спина, крила та хвіст чорні. У шлюбний період дві пір'їни хвоста стають довгими та вузькими, виростають до 31 см завдовжки. Груди — піщано-мідного кольору, а шия, сторони шиї, черево і стегна — світло-пісочні. У самиць верхня частина тіла сіро-коричнева з темнішими смугами на спині, нижня частина тіла світло-сіра. На голові від лоба до потилиці проходять дві темно-коричневі смуги, також від скроні по боках шиї проходить коричнева смуга, а над очима світло-сірі брови. В обох статей очі темно-карі, а ноги і дзьоб тілесного кольору у самиць і чорні у самця.

## Спосіб життя
У негніздовий період трапляється у змішаних зграях з астрильдовими і ткачиковими. Живиться насінням трав, яке збирає на землі. Рідше поїдає ягоди, дрібні плоди, квіти, комах.

## Розмноження
Сезон розмноження триває з липня по січень. Гніздовий паразит. Підкладає свої яйця у гнізда астрильдів Pytilia melba. За сезон самиці відкладають 2-4 яйця. Пташенята вилуплюються приблизно через два тижні після відкладення: вони народжуються сліпими і немічними. Вони мають мітки на сторонах рота і горла, ідентичні тим, як у пташенят астрильдів, внаслідок чого їх не можна відрізнити. Пташенята ростуть разом з пташенятами прийомних птахів, слідуючи їхньому циклу росту. Вони залишають гніздо через три тижні після вилуплення, але незалежними стають до півторамісячного віку. Часто ці пташенята залишаються у зграї своїх прийомних батьків.

## Підвиди
- Vidua orientalis aucupum (Neumann, 1908) — західна частина ареалу від Сенегалу до Нігеру.
- Vidua orientalis orientalis Heuglin, 1870 — східна частина ареалу від Камеруну до Еритреї.